# メリット湖

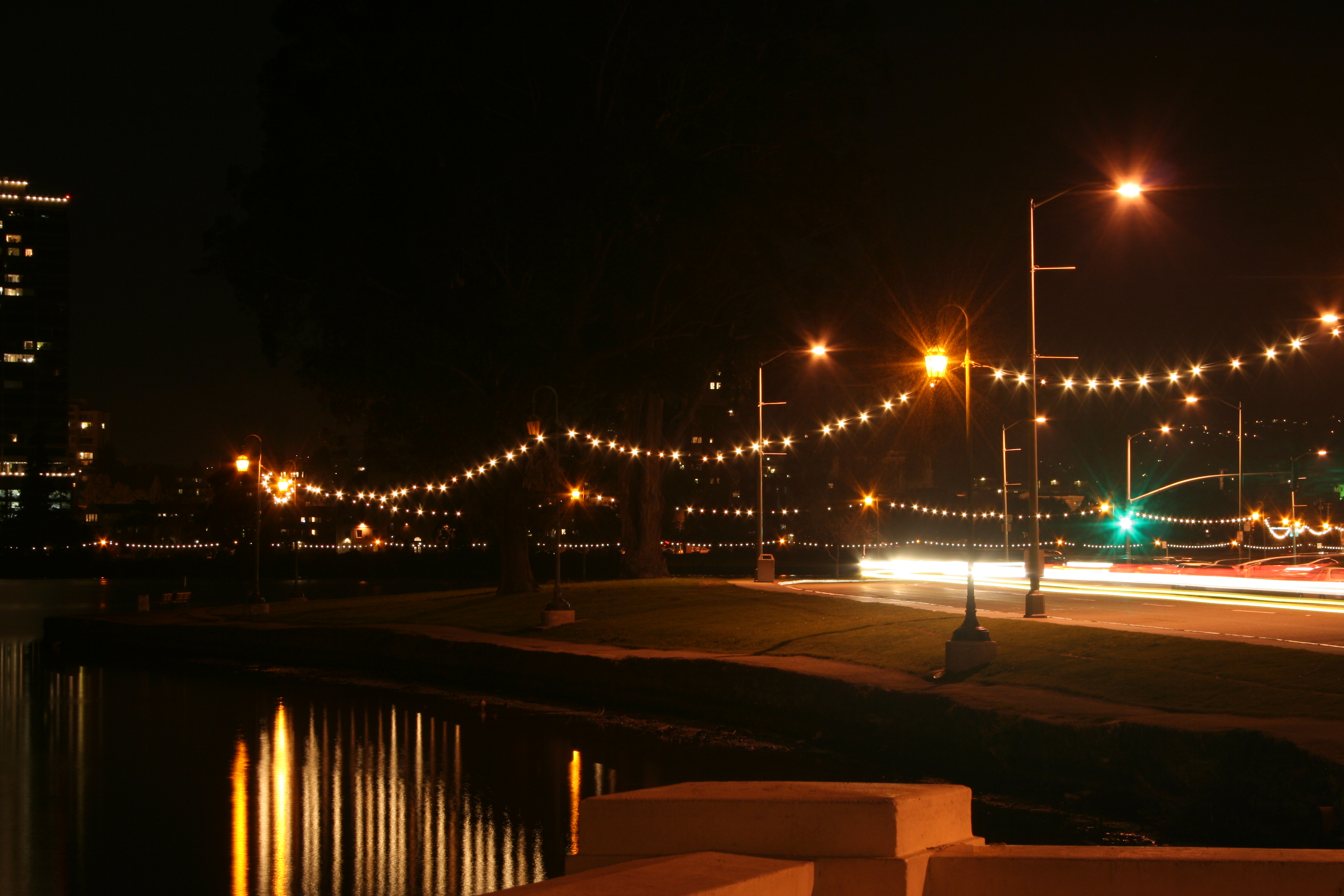
メリット湖の周辺のライトアップ

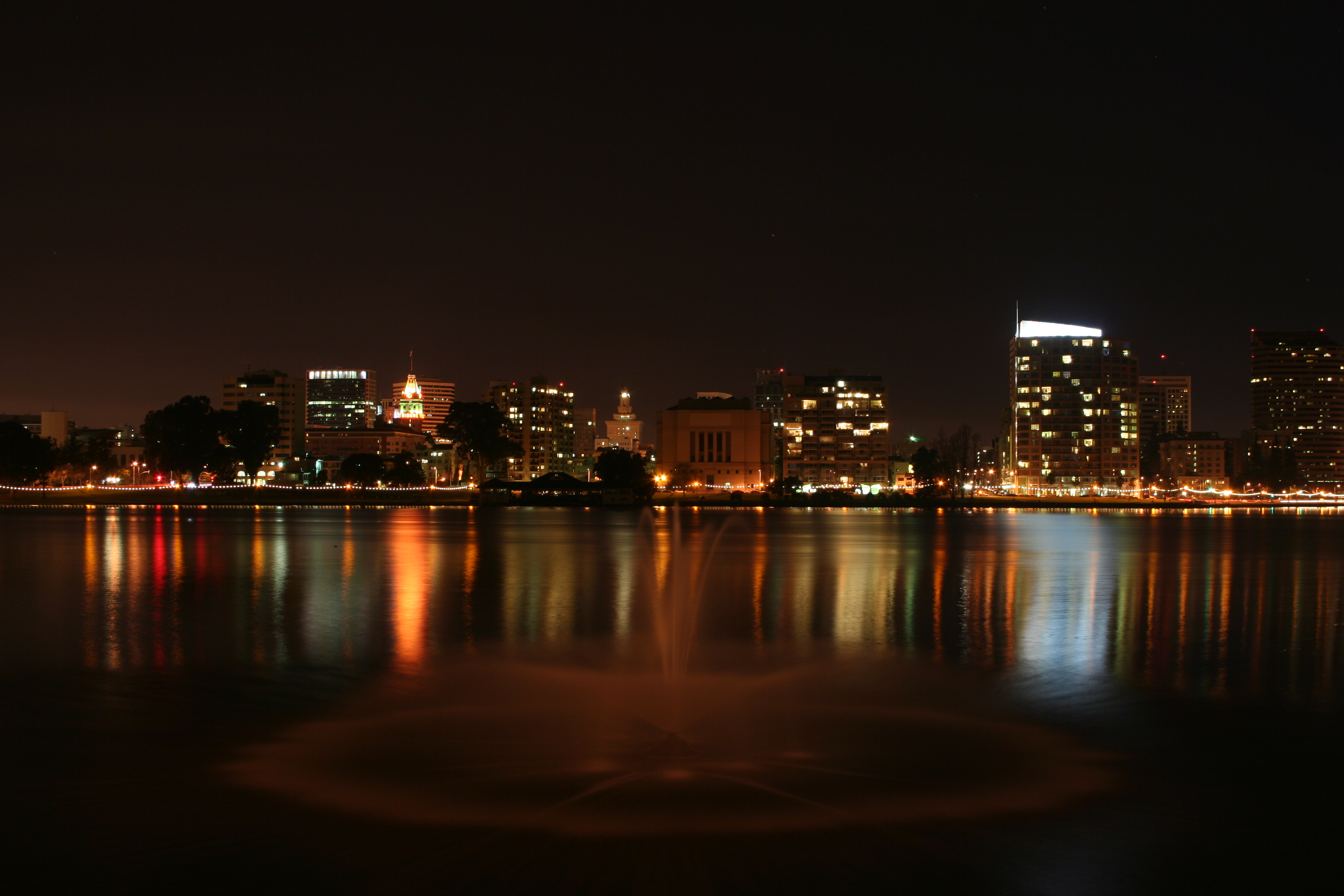
メリット湖からオークランド市街を臨む

メリット湖（メリットこ、Lake Merritt）は、アメリカ合衆国カリフォルニア州オークランド市の中心部にある湖。湖の周囲は公園となっており、面積は63haである。西側はオークランドのダウンタウンで、オフィスビル、チャイナタウンなどのほか、オークランド市役所、オークランド市立図書館、オークランド裁判所などの公共施設も点在する。

## 歴史
1867年、サミュエル・メリット博士により寄贈された。当初は「メリットの湖（Merritt's Lake）」と呼ばれたが、後に「メリット湖（Lake Merritt）」と呼ばれるようになった。